# Trahisons (film, 2016)
Pour plus de détails, voir Fiche technique et Distribution.
Trahisons (The Exception) est un film britannique réalisé par David Leveaux (en) sorti en 2016.

## Synopsis
Château de Huis Doorn, province d’Utrecht, 1940. L'histoire se déroule au début de la Seconde Guerre mondiale et se concentre sur les dernières années de la vie de l’empereur Guillaume II (Christopher Plummer) qui vit en exil depuis 1918. Wilhelm se retrouve bientôt sous la supervision de Brandt, un capitaine de la Wehrmacht (Jai Courtney) et d'un détachement de soldats allemands. Pendant ce temps, l'entourage du Kaiser engage une nouvelle femme de chambre juive (Lily James), Mieke, pour laquelle le capitaine prend un intérêt immédiat. Le décor est planté pour une histoire de subterfuge et d'espionnage, le chef de la Gestapo en Hollande demande à Brandt de démasquer une taupe appartenant à la résistance qui s'est infiltrée dans l'entourage de l'empereur pour l'assassiner, alors qu'une visite de Heinrich Himmler (Eddie Marsan), chef des SS, se prépare. Brandt découvre qu'il s'agit de Mieke mais il est secrètement amoureux d'elle…

## Fiche technique
- Titre original : The Exception
- Titre français : Trahisons
- Réalisation : David Leveaux (en)
- Scénario : Simon Burke
- Photographie : Roman Osin
- Montage : Nicolas Gaster
- Musique : Ilan Eshkeri
- Production : Lou Pitt et Judy Tossell
- Sociétés de production : Egoli Tossell Film, Ostar Productions, Alton Road Productions, Silver Reel, Lotus Entertainment, Umedia, Film House Germany et Screen Flanders
- Sociétés de distribution : A24 Films
- Pays d'origine :  Royaume-Uni,  États-Unis
- Langue originale : Anglais
- Genres : drame
- Durée : 107 minutes
- Dates de sortie :
  -  12 septembre 2016 (Festival international du film de Toronto)
  -  2 juin 2017 (sortie nationale)
  -  2 octobre 2017
  -  29 novembre 2017 (e-Cinéma)

## Distribution
- Jai Courtney (VQ : Alexis Lefebvre) : capitaine Stefan Brandt
- Lily James : Mieke de Jong
- Eddie Marsan (VQ : Jacques Lavallée) : Heinrich Himmler
- Christopher Plummer (VQ : Jean-Marie Moncelet) : Guillaume II
- Janet McTeer (VQ : Claudine Chatel) : princesse Hermine
- Ben Daniels (VQ : François L'Écuyer) : Sigurd von Ilsemann